# Dominique-Louis-Antoine Klein
Pour les articles homonymes, voir Klein.
Dominique-Louis-Antoine Klein, né le 24 janvier 1761 à Blâmont (Lorraine) et mort le 2 novembre 1845 à Paris, est un général et homme politique français de la Révolution et de l’Empire.

## Biographie
Fils de Jacques Louis Klein, directeur des postes à Blâmont et de Thérèse Mayeur, Louis Klein sert dans les gardes de la porte depuis le 20 juin 1777 jusqu'au 1er octobre 1787, époque du licenciement de ce corps.

### Guerres révolutionnaires

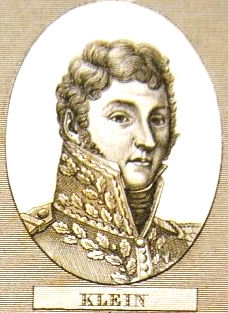
Portrait du général Klein (représentation du XIXe siècle).

Il reprend du service le 12 janvier 1792, comme premier lieutenant au 83e régiment d'infanterie, et le quitte le 20 mai suivant pour passer au 11e régiment de chasseurs à cheval et dans la même année il se trouve aux affaires des environs de Givet et des bords de la Sambre, au combat du camp de la Lune et à la bataille de Jemmapes : il remplit, depuis octobre, les fonctions d'aide de camp du général Bouvet (ou Bouchet), et l'année suivante du général Champollon.
Nommé adjoint à l'adjudant-général Desbureaux le 2 octobre 1793, et adjudant-général chef de brigade le 16 frimaire an II, il se distingue à la levée du blocus de Maubeuge, à la bataille de Fleurus, aux combats livrés sur la Meuse, l'Ourthe et l'Aywaille. Il commande ensuite l'avant-garde de l'aile droite de l'armée de Sambre-et-Meuse, sous les ordres de Marceau, et se signale de nouveau au passage de la Roer, à la prise de Bonn, d'Andernach et de Coblentz. Promu général de brigade le 22 octobre 1794, il soutient en avant de Diest, le 5e jour complémentaire, le choc de l'ennemi et, à la tête de la 7e demi-brigade de dragons et de la 87e demi-brigade d'infanterie de première formation, le bat et le met en fuite. Chargé pendant cette affaire de trouver un gué pour passer la Lahn, il est entraîné par le courant et il aurait infailliblement péri s'il n'avait été secouru par Pierre-Benoît Soult le frère du général Soult.
Au second passage de la même rivière, alors qu'il commande à l'armée de Sambre-et-Meuse l'avant-garde de la division Championnet, il culbute le 21 messidor an IV, à Butzbach, l'arrière-garde du général autrichien Werneck, s'empare le 6 thermidor de Wurtzbourg et, concurremment avec Ney, pénètre le 17 du même mois dans Bamberg où, suivi seulement de 50 dragons, il fait des prodiges de valeur pour se dégager d'un nombre considérable d'impériaux qui l'ont entouré. Il se fait remarquer encore aux attaques des villages de Langfeld, d'Abersmandost, de Voffsbach et au combat de Weilbourg en septembre 1796. En l'an V, pendant l'engagement qui a lieu le 7 brumaire à la droite de l'armée française depuis Creutznach jusqu'à Kaiserslautern, il fait, avec moins de 6 000 hommes, battre en retraite la cavalerie autrichienne forte de 11 000 hommes, et à la bataille de Neuwied, gagnée le 28 germinal, il enlève avec ses dragons la redoute d'Altenkirchen et détruit le régiment de hussards autrichiens de Barco. Le lendemain il repousse une seconde fois la cavalerie ennemie à Steinberg .
En récompense de ces services et de ceux qu'il rend pendant la campagne de l'an VI, le Directoire, par son arrêté du 17 pluviose an VII, le nomme général de division le 5 février 1799 et l'envoie à Strasbourg, où le 11 prairial il met en fuite et poursuit dans les montagnes Noires, vers Kuiébis et Biberach, un parti qui s'est présenté devant le fort de Kehl. Chargé quelque temps après par Masséna des fonctions de chef d'état-major de l'armée du Danube, il contribue en messidor à la déroute du général russe Korsakow et au succès de la bataille de Zurich. Au mois de frimaire an VII il est appelé au commandement général de la cavalerie sur le Rhin, et seconde en occupant Kehl, les opérations de Moreau qui marche sur Vienne. Mis en non-activité le 1er vendémiaire an X, employé dans la République italienne le 1er vendémiaire an XI, inspecteur-général de cavalerie et des dragons les 10 frimaire et 6 fructidor de la même année, le général Klein commandait la 1re division de dragons dans le département de la Somme lorsque, le 19 frimaire et le 25 prairial an XII, il est fait membre et grand officier de la Légion d'honneur.

### Guerres napoléoniennes

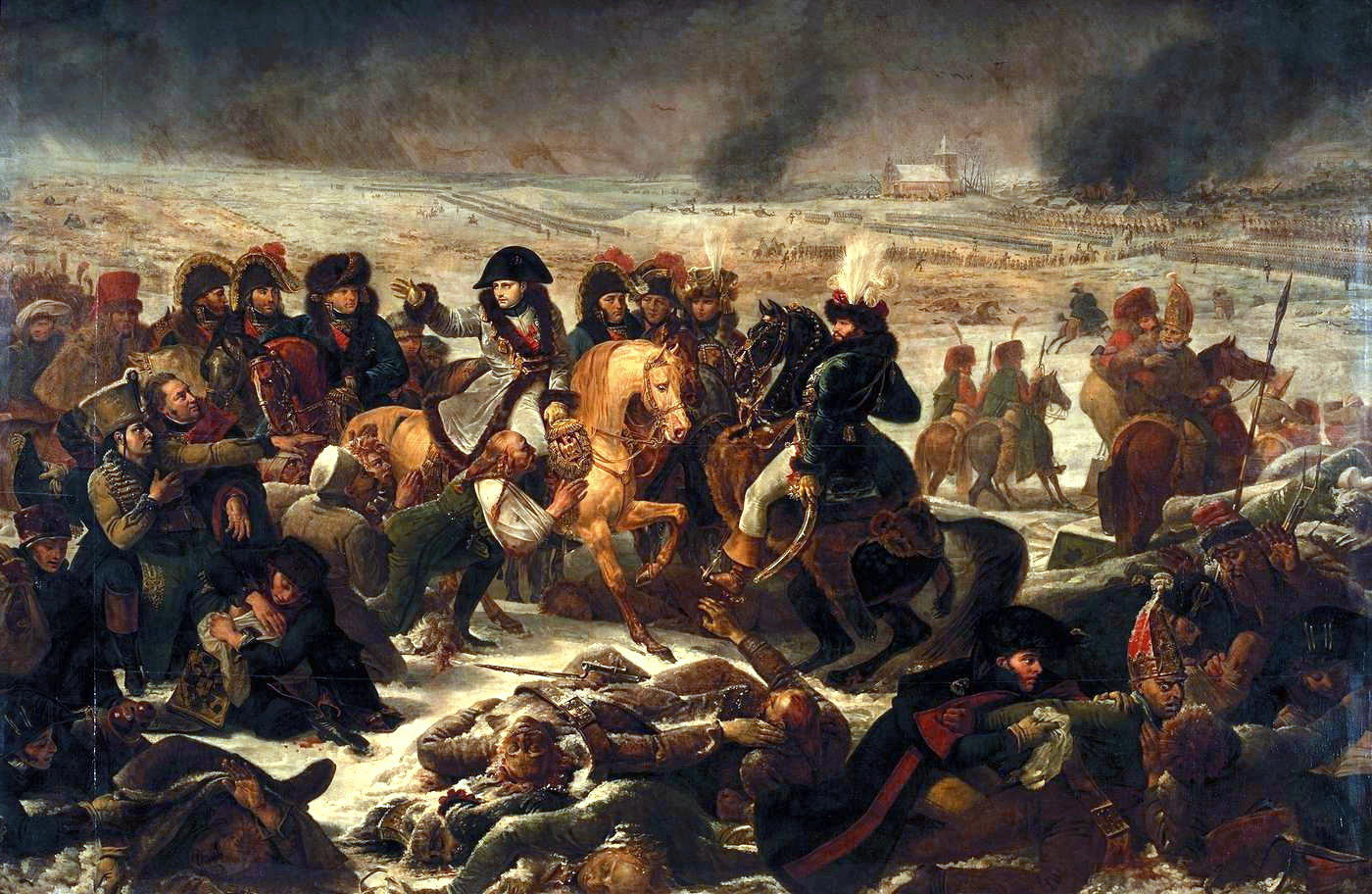
Le général Klein se distingue à la bataille d'Eylau en effectuant plusieurs charges avec sa cavalerie (peinture d'Antoine-Jean Gros).

Envoyé à la Grande Armée en l'an XIV, il se distingue principalement au passage du Danube, à Donauwörth, à Wertingen et à Albueck, force le major Werneck à rendre la ville de Mersheim (de) ; à Nuremberg, il fait mettre bas les armes à 6 bataillons. En 1806, après la bataille d'Iéna, l'Empereur l'ayant envoyé à la poursuite des débris de l'armée prussienne, il occupe le village de Weissensee  quand un corps de 6 000 chevaux se présente pour le traverser. Le général prussien, qui ne s'attend pas à cette rencontre, voulant éviter un engagement, affirme sur son honneur au général français que Napoléon Ier vient d'accorder un armistice. Klein, qui croyait impossible qu'un officier pût faussement engager sa parole, laisse passer le détachement, et ce n'est que lorsque cette erreur devient irréparable qu'il reconnait avoir été dupé par le général Blücher. Il s'en venge le lendemain à Neresheim, en chassant de cette position l'ennemi auquel il enlève 2 drapeaux et fait 1 000 prisonniers dont un officier général.
Le 24 décembre de la même année Klein et le général Nansouty remportent un avantage signalé en avant de Kursomb, en Pologne, sur les Cosaques et d'autres corps de cavalerie qui ont franchi l'Wkra. Deux jours après, à la bataille de Golymin, il se montre digne de sa réputation. Il la soutient non moins glorieusement le 7 février 1807, veille de la bataille d'Eylau lors de l'attaque par le maréchal Soult du plateau en avant de cette ville. Deux régiments russes qui le défendent, ont été repoussés ; mais un bataillon du 18e régiment d'infanterie a été mis en désordre par une colonne de cavalerie. Le général Klein, s'apercevant de la situation critique de ce bataillon, livre pour le dégager un combat des plus meurtriers dans les rues d'Eylau, qui demeure en son pouvoir. Sa division, par les charges les plus heureuses, a une grande part à la déroute d'un corps de 20 000 Russes qui, dans sa fuite, abandonne son artillerie.

### À la Chambre haute
Entré au Sénat conservateur, le 14 septembre 1807, le général Klein, créé comte de l'Empire le 26 avril 1808, est nommé gouverneur du palais impérial en 1808, et obtient sa retraite le 11 décembre. Toutefois, appelé à l'armée le 8 mars 1809, la campagne d'Autriche terminée, Napoléon le récompense de ses services par une dotation de 25 000 francs sur les domaines de Médingen et d'Oldestadt, situés en Hanovre. Il rentre au Sénat le 21 septembre de la même année, et ne figure plus sur la scène politique de l'Empire que pour remplir les fonctions de commissaire extraordinaire dans la 26e division militaire et pour adhérer en 1814, aux actes du Sénat qui rappellent au trône la maison de Bourbon.
Fait pair de France le 4 juin et chevalier de Saint-Louis le 27 juin, le comte Klein qui n'a pas été employé pendant les Cent-Jours, retrouve son siège à la seconde Restauration, vote, dans le procès du maréchal Ney, pour la déportation, et fait depuis constamment de l'opposition libérale au gouvernement jusqu'à la chute de la monarchie restaurée. Ayant acquiescé aux événements de 1830, il a conservé son siège au palais du Luxembourg, et a été promu le 29 avril 1834, grand-croix de la Légion d'honneur. Il est inhumé au cimetière du Père-Lachaise dans la 8e division),.

### États de service
- Lieutenant (20 mai 1792) ;
- Adjudant-général chef de brigade à titre provisoire (6 décembre 1793) ;
- Général de brigade (22 octobre 1794) ;
- Commandant d'une brigade de cavalerie de la division Marceau de l'armée de Sambre-et-Meuse (22 octobre 1794 - 30 septembre 1795) ;
- Commandant d’une brigade de cavalerie de la division Championnet de l'armée de Sambre-et-Meuse (30 septembre 1795 - 30 mars 1796) ;
- Commandant d’une brigade de cavalerie de la division Marceau de l'armée de Sambre-et-Meuse (30 mars 1796 - 4 juillet 1796) ;
- Commandant d’une brigade de cavalerie de la division Championnet de l'armée de Sambre-et-Meuse (4 juillet 1796 - 13 février 1797) ;
- Commandant des dragons de l'armée de Sambre-et-Meuse (13 février 1797 - 12 janvier 1798) ;
- Affecté à l'armée d'Angleterre (12 janvier 1798 - septembre 1798) ;
- Commandant de la 8e division (dragons) de l'armée de Mayence (septembre 1798 - 7 mars 1799) ;
- Général de division (5 février 1799) ;
- Commandant de la réserve de cavalerie de l'armée du Danube (7 mars 1799 - 3 avril 1799) ;
- Chef d'état-major de l'armée d'Helvétie (3 avril 1799 - 30 avril 1799) ;
- Commandant de la cavalerie de l'armée d'Helvétie (30 avril 1799 - 7 août 1799) ;
- Commandant d'une division de cavalerie légère de l'armée d'Helvétie (7 août 1799 - 28 août 1799) ;
- Commandant de la 6e division puis de la 7e division de l'armée d'Helvétie (28 août 1799 - 24 septembre 1799) ;
- Commandant de la réserve de cavalerie de l'armée d'Helvétie (24 septembre 1799 - 17 novembre 1799) ;
- Commandant en chef de la cavalerie de l'armée du Rhin (24 novembre 1799 - 30 avril 1800) ;
- Commandant à Kehl (30 avril 1800 - 23 septembre 1801) ;
- Mis en non-activité (23 septembre 1801) ;
- Inspecteur général de cavalerie (1er décembre 1802 - 24 août 1803) ;
- Commandant de la 1re division de dragons (24 août 1803 - 26 août 1805) ;
- Commandant de la 1re division de dragons du corps de réserve de cavalerie de la Grande Armée (26 août 1805 - 14 mai 1807) ;
- Admis en retraite (11 décembre 1808) ;
- Affecté à l'armée du Nord (8 mars 1809 - 5 septembre 1809) ;
- Commandant de la cavalerie de l'armée d'Anvers (5 septembre 1809 - 21 novembre 1809) ;
- Commissaire extraordinaire dans la 26e division militaire (février 1813 - 1814) ;
- Gouverneur de Trianon.

### Postérité
- Louis Klein épouse le 7 janvier 1783 à Herbéviller (Lorraine) Marie-Agathe Pierron, dont il a deux fils :
  - Marie-Arsène-Édouard (19 avril 1784, Blâmont – 23 août 1843, Lunéville), 2e comte Klein, officier supérieur de cavalerie, officier de la Légion d'honneur[5], chevalier de Saint-Louis, marié en 1818 à Paris avec Eugénie de Chéret (1792-1837), fille de Louis-Jean-Baptiste (1760-1832), orfèvre, dont deux filles :
    - Louise-Arsène-Eugénie (1er avril 1820, Ville-d'Avray – 12 juillet 1893, Saint-Dié), comtesse Klein, mariée le 4 mai 1841 à Paris IIe, avec Prosper Morey (1805-1886), architecte des Monuments historiques, architecte en chef de la ville de Nancy, dont une fille ;
    - Louise-Françoise-Clémence (25 novembre 1825, Herbéviller – 5 juin 1906), mariée en 1847 avec Pierre-Henri Tiolier (1818-1894), dont une fille ;

  - un fils cadet officier, mort à l'armée.

- Divorcé, l’Empereur lui fait épouser[6] en 1808 mademoiselle d'Arberg (1779-1852), dame du palais de l'impératrice Joséphine (1804-1810), fille de Nicolas Antoine, comte d'Arberg, de Valengin (1736-1813) et de la comtesse d'Arberg (1756-1836), dame d'honneur de l’Impératrice. De cette second union, Klein a un fils :
  - Eugène-Joseph-Napoléon Klein (d) (21 janvier 1813, Paris – 7 avril 1875, Neuilly), dit « comte Klein d'Arberg ».

## Distinctions

### Titres

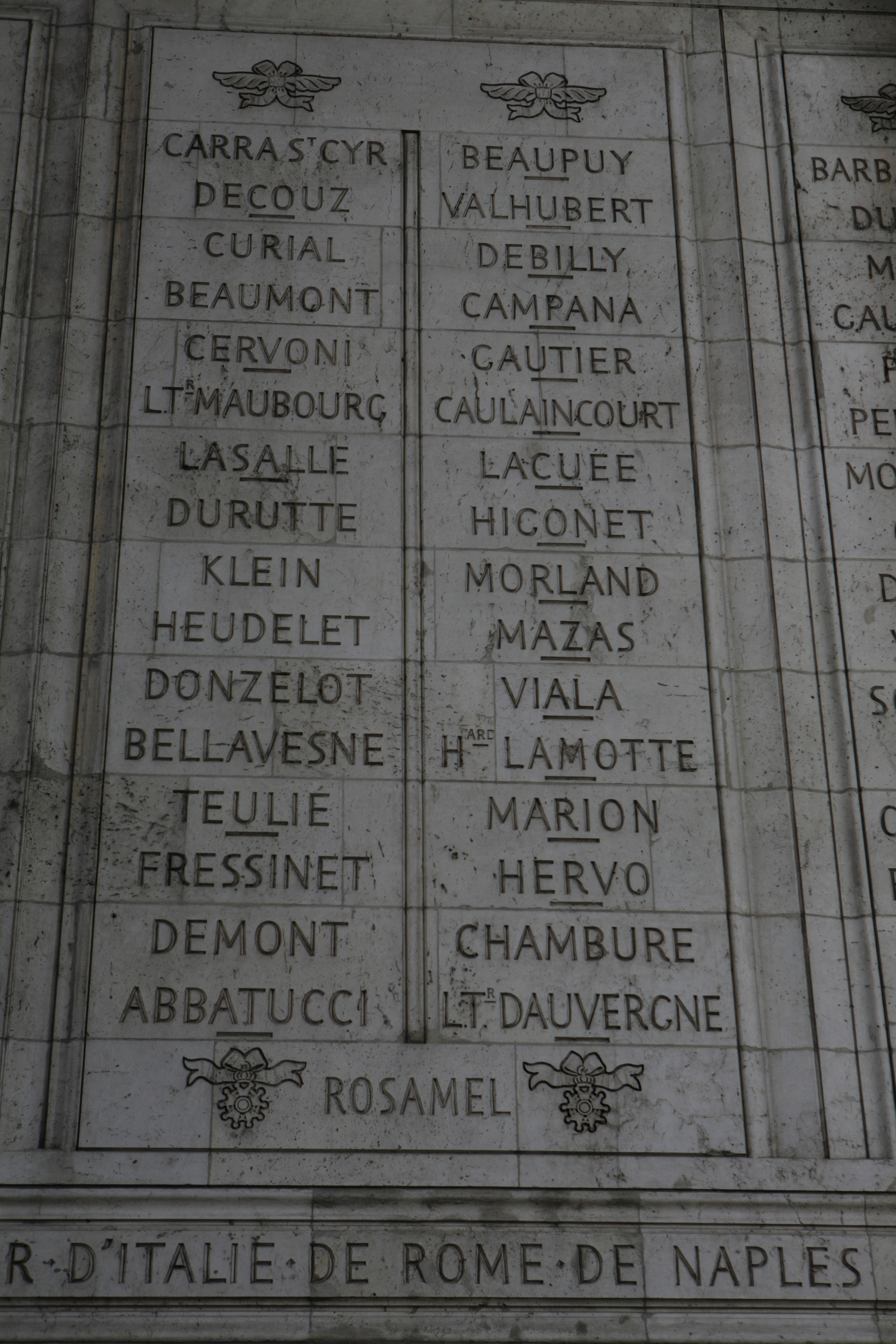
Noms gravés sous l'arc de triomphe de l'Étoile : pilier Est, 17e et.

- Comte Klein et de l'Empire (lettres patentes du (26 avril 1808), Bayonne) ;
- Pair de France[7] :
  - Pair « à vie » par l'ordonnance du 4 juin 1814,
  - Titre de comte-pair héréditaire le 31 août 1817, (lettres patentes du 20 décembre 1817, sans majorat).

### Décorations
- Légion d'honneur :
  - Légionnaire (11 décembre 1803), puis,
  - Grand officier (14 juin 1804), puis,
  - Grand-croix de la Légion d'honneur (29 avril 1834) ;
- Chevalier de Saint-Louis (27 juin 1814) ;
- Chevalier de l'Ordre du Lion « de Bavière »[8]

### Honneurs
Il fait partie des 660 personnalités à avoir son nom gravé sous l’Arc de triomphe de l'Étoile. Il apparaît sur la 17e colonne (pilier Est).

## Armoiries
| Figure | Blasonnement |
|        | Armes du comte Klein et de l'Empire De gueules, au dextrochère d'argent, mouvant de senestre, portant une épée de même, au pal d'or chargé de trois chevrons de sable brochant sur le tout ; quartier de comte-sénateur. - Livrées : jaune, blanc, bleu, sable. |
|        | Armes du comte Klein, pair héréditaire De gueules, au dextrochère armé de toutes pièces d'argent, tenant une épée du même ; au pal d'argent, chargé de 3 chevrons de sable, brochant sur le tout. TenantsDeux sauvages armés de massues. L'écu timbréD'un casque taré de front, grillé, orné de ses lambrequins et sommé de la couronne de comte. Devise« Honor Et Patria. » |